# Посёлок Лесозавода (Кулебакский район)
Лесозавода — поселок в Городском округе город Кулебаки Нижегородской области.

## География
Находится на расстоянии приблизительно 20 километров по прямой на восток-юго-восток от города Кулебаки.

## История
Поселок до 2015 года входил в Серебрянский сельсовет Кулебакского района до упразднения последних.

## Население
Постоянное население составляло 7 человек (русские 100%) в 2002 году, 3 в 2010.